# Epiphrixus adriaticus
Epiphrixus adriaticus är en kräftdjursart som beskrevs av Hugo Frederik Nierstrasz och Brender à Brandis 1932. Epiphrixus adriaticus ingår i släktet Epiphrixus och familjen Bopyridae. Inga underarter finns listade i Catalogue of Life.